# Joey Duin
Joey Duin (Purmerend, 4 juni 1981) is een voormalig Nederlands handbalspeler. 

## Biografie
Op 17-jarige leeftijd debuteerde Duin in het eerste van Volendam. In 2005 vertrok hij naar Duitsland om te spelen voor respectievelijk TSV Dormagen en Bergischer HC. In 2010 keert weer terug naar Volendam. Hij beëindigde zijn handbalcarrière in 2015 bij Volendam om zich meer te richten op maatschappelijke carrière.